# 가와조에촌 (오이타현)
가와조에촌(川添村)은 오이타현, 오이타군에 있던 촌이다. 현재의 오이타시의 일부에 해당한다. 